# Як годували ведмежа
«Як годували ведмежа» — анімаційний фільм 1976 року Творчого об'єднання художньої мультиплікації студії Київнаукфільм, режисер — Єфрем Пружанський.

## Над мультфільмом працювали
- Режисер: Єфрем Пружанський
- Автор сценарію: М. Рыбалко
- Композитор: Геннадий Сасько
- Художник-постановник: Иван Будз
- Оператор: Анатолий Гаврилов
- Звукорежисер: Ізраїль Мойжес